# سوزوکی ماتسوئو
سوزوکی ماتسوئو (ژاپنی: 松尾 スズキ؛ زادهٔ ۱۵ دسامبر ۱۹۶۲) کارگردان نمایش، بازیگر، رمان‌نویس و فیلم‌نامه‌نویس ژاپنی است.
از فیلم‌هایی که وی در آن نقش داشته‌است، می‌توان به ایچی قاتل اشاره کرد.